# Cybaeopsis hoplomacha
Cybaeopsis hoplomacha là một loài nhện trong họ Amaurobiidae.
Loài này thuộc chi Cybaeopsis. Cybaeopsis hoplomacha được miêu tả năm 1926 bởi Bishop & Crosby.